# بهنام موسیوند
بهنام موسیوند (زادهٔ ۱۳۶۶) فعال سیاسی و حقوق بشری و زندانی سیاسی سابق اهل ایران است. وی تاکنون چندبار بازداشت و به حبس محکوم شده‌است. او آخرین‌بار در سال ۱۳۹۸ توسط نیروهای امنیتی جمهوری اسلامی دستگیر شد و اسفند ۱۴۰۱ از زندان اوین آزاد شد.

## بازداشت‌ها

### بازداشت ۱۳۹۶
موسیوند در تاریخ ۱۲ بهمن ۹۶ توسط مأموران امنیتی جمهوری اسلامی در منزل خود بازداشت و به زندان اوین منتقل شد. او در ۲۸ اسفند همان سال با تودیع قرار از زندان آزاد شد.

### بازداشت ۱۳۹۸
بهنام موسیوند در خردادماه ۱۳۹۸ توسط نیروهای امنیتی جمهوری اسلامی دستگیر شد و در شهریورماه همان سال از سوی دادگاه انقلاب تهران به‌ریاست قاضی محمد مقیسه، به اتهام «اجتماع و تبانی به قصد اقدام علیه امنیت کشور» به پنج سال حبس تعزیری محکوم شد.

## اعتصاب غذا
اعتصاب غذا نه برای درخواست آزادی، مرخصی و حتی درمان بلکه فقط برای پایبندی و جامه عمل پوشاندن به صحبت‌هایی است که دربارهٔ مقاومت گفته‌ام.— بهنام موسیوند
بهنام موسیوند در تاریخ ۳۰ فروردین ۱۴۰۱ در اعتراض به انتقالش با دستبند به بیمارستان، دست به اعتصاب غذا زد. او درحالی این کار را کرد که در شرایط جسمانی مناسبی قرار نداشت. پس از ۱۶ روز، اعتصاب غذای خود را شکست.

## آزادی از زندان
بهنام موسیوند ۲ اسفند ۱۴۰۱ از زندان اوین آزاد شد.